# Utrecht
Utrecht (phát âm tiếng Hà Lan: [ˈytrɛxt] ⓘ) là thành phố tỉnh lỵ và là thành phố đông dân nhất tỉnh Utrecht. Thành phố có diện tích 99,32 km², dân số vào ngày 1 tháng 31-01-2023 là 368,024 người. Thành phố nằm ở rìa Đông của Randstad, và là thành phố lớn thứ tư của Hà Lan. Khu vực đô thị Utrecht gồm các khu ngoại ô phụ cận và các thị xã kề nó có dân số 640.000 người, còn vùng đô thị có phạm vi rộng hơn có dân số 820.000 người.
Phố cổ trung tâm Utrecht có nhiều công trình cổ. Đây đã từng là trung tâm tôn giáo của Hà Lan từ thế kỷ thứ 8.
Utrecht có Đại học Utrecht, trường đại học lớn nhất ở Hà Lan, cũng như một số tổ chức giáo dục đại học khác. Do vị trí trung tâm của nó trong nước, nó là một trung tâm vận tải quan trọng cho cả vận tải đường sắt và đường bộ. Nó có số lượng các sự kiện văn hóa cao thứ hai ở Hà Lan, sau Amsterdam. Vào năm 2012, Lonely Planet đã đưa Utrecht vào top 10 trong số những địa điểm chưa được biết đến trên thế giới.